# Prešovská vzpoura

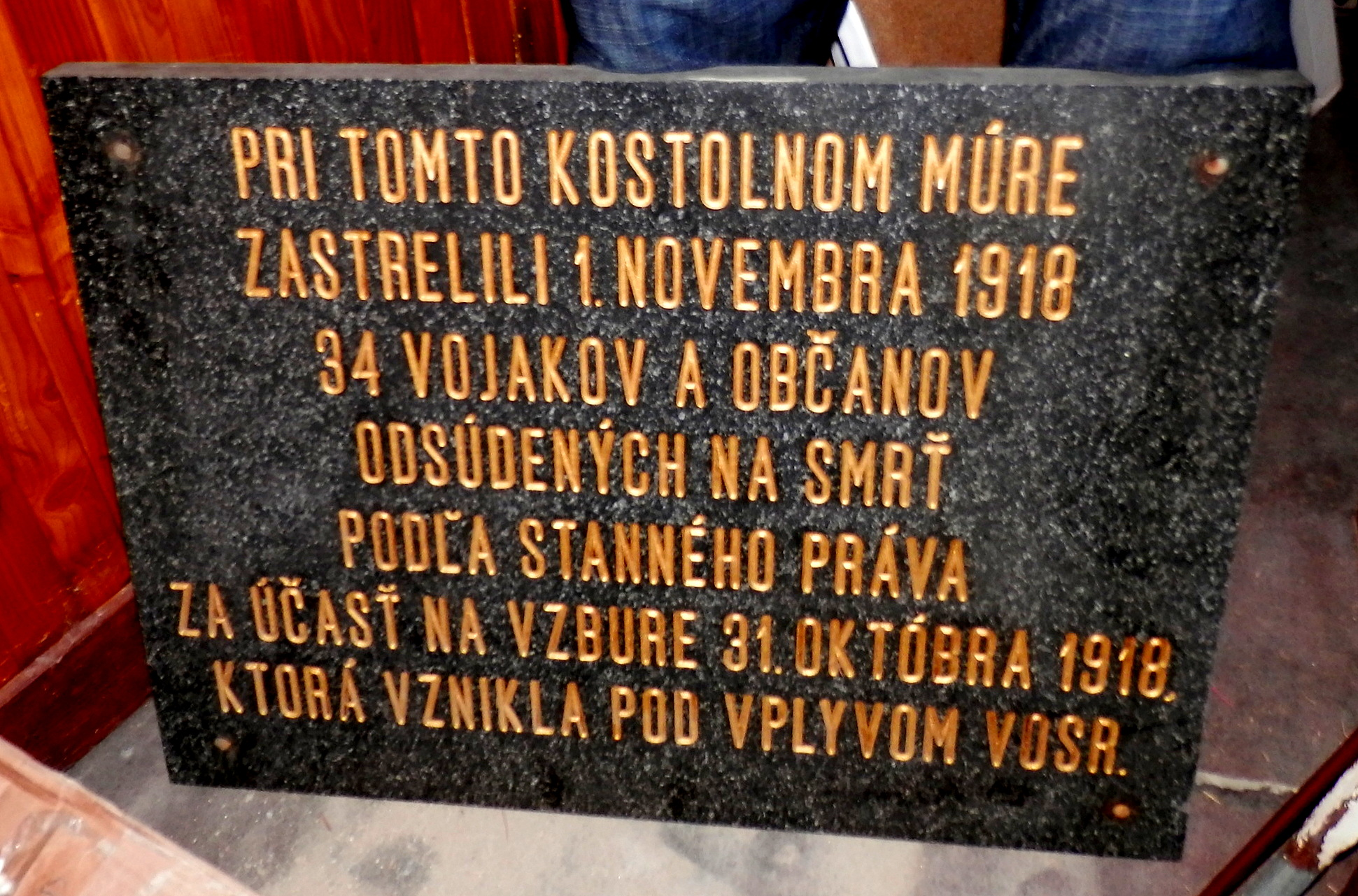
Pamětní deska

Prešovská vzpoura byla revolta vojáků a obyvatel města Prešov proti Rakousko-Uhersku. Začala v noci z 31. října 1918 na 1. listopadu 1918. Zúčastnilo se jí nejméně 300 vojáků náhradního praporu 67. pěšího pluku. Vzpoura byla potlačena 1. listopadu 1918 a komando maďarských důstojníků ihned vykonalo popravu 40 vojáků a 2 civilistů.

## Příčiny vzpoury
Někteří vojáci prešovské posádky, zejména vojáci náhradního praporu 67. pěšího pluku poté, co se 31. října 1918 dozvěděli o konci války, vyrabovali ve městě Prešov vojenské sklady a některé obchody na nynější Hlavní ulici. Na základě tehdejšího stanného práva bylo 40 vojáků, společně s dvěma civilisty, popraveno přímo u zdi katolického kostela na Hlavní ulici.
Tyto události přímo souvisely s válečnými útrapami a rozpadem Rakousko-Uherska.

## Průběh vzpoury
Vojáci 67. císařského a královského pěšího pluku, kde tvořili většinu Slováci ze Šarišské a Liptovské župy a některých dalších menších prešovských útvarů, odepřeli poslušnost svým velitelům, protože už měli dost válečných útrap první světové války a také pod vlivem revoluce v Budapešti. V noci z 31. října na 1. listopadu 1918 společně s civilisty vyrabovali ve městě Prešov vojenské sklady a obchody. Po příjezdu vojenských posil byli vzbouřenci pozatýkáni a přesto, že během nepokojů nedošlo k žádným ztrátám na životech, odsoudil 120 účastníků vzpoury stanný soud k trestu smrti. Ještě týž den, 1. listopadu 1918 bylo popraveno 40 vojáků a 2 civilisté. Ostatním se podařilo uprchnout. Událost je známá jako Prešovská vzpoura. Byla to nejkrvavější událost od Prešovských jatek v roce 1687.
Ján Meličko z Prešova napsal tehdejšímu martinskému vedení Slovenské národní rady dopis, v němž píše:
„Ráno bez akéhokoľvek výsluchu ich dali strieľať a síce pri kostole. Mnohí sa útekom chceli zachrániť, ale ako psov ich strieľali. Moc zaslzených očí sa dívalo na to. No boli tam aj vysmiate tváre vyvoleného národa.“

Tehdejší maďarské vojenské i státní orgány tuto vzpouru zařadily do kategorie rabování obchodů a nikoli mezi klasické vojenské vzpoury. Historickou událost připomíná i pamětní deska, která byla umístěna na severní zdi Konkatedrály svatého Mikuláše. Je na ní text:
„Pri tomto kostolnom múre zastrelili 1. novembra 1918 34 vojakov a občanov odsúdených na smrť podľa stanného práva za účasť na vzbure 31. októbra 1918, ktorá vznikla pod vplyvom VOSR.“

Místo popravy je zařazeno do slovenského seznamu Národních kulturních památek pod číslem 707-1443/0.